# تنظیم‌گر القایی
تنظیم‌گر القایی (انگلیسی: Induction regulator) نوعی ماشین الکتریکی جریان متناوب است. عملکرد آن شبیه به موتور القایی است که می‌تواند در ثانویه خود ولتاژ خروجی قابل تغییر داشته باشد. تنظیم‌گر القایی نوع ابتدایی بود که برای تنظیم ولتاژ در شبکه‌هایی برق استفاده می‌شد. از سال ۱۹۳۰ در شبکه‌های توزیع به جای آن از لغزانه ترانسفورماتور برای انجام تنظیم ولتاژ استفاده می‌شود. امروزه استفاده از آن در آزمایشگاه‌های برق، فرایندهای الکتروشیمی و اعمال قوس الکتریکی محدود شده‌است.